# SOUL TIGER
SOUL TIGER（ソウルタイガー）は日本のアイドルダンスユニット。
2001年、関西テレビで放送されていたアイドル育成番組『バトラク』から派生。番組の主要出演者3名に加え、当時12歳の小学生虎南有香をメインボーカルに据えて活動した。

## メンバー
- 虎南有香: 1989年7月10日、北海道出身。メインボーカル。
- 虎南有美: 1985年3月4日、大阪府出身。
- 石田裕子: 1983年8月29日、大阪府出身。
- 吉井弓香: 1981年7月3日、大阪府出身。

## プロデューサー
- 原一博

## 音楽作品
いずれもR&C Japan Ltd.から発売

### シングル
- scream（2001年11月28日）

1. scream（作詞：岩里祐穂、作曲：原一博）
2. BAD BOY（作詞：岩里祐穂、作曲：原一博）

- Why?（2002年3月16日） - 『松本紳助』（日本テレビ系）エンディングテーマ。

1. Why?（作詞：伊藤緑、作曲：原一博）
2. fortune（作詞：伊藤緑、作曲：原一博）